# Liste des évêques de Forlì
Cette liste recense les évêques qui se sont succédé sur le siège de Forlì. En 1976, Mgr Proni, évêque de Bertinoro, est également nommé évêque de Forlì, unissant les deux diocèses in persona episcopi. En 1986, l'union plénière des deux diocèses est établie et la nouvelle circonscription ecclésiastique prend le nom actuel de diocèse de Forlì-Bertinoro.

## Évêques de Forlì
- Saint Mercurial (359 - 30 avril 406 ?)
- Mercurial II ? (? - 449)
- Théodore (452)
- Crescente (649)
- Vincenzo (680)
- Apollinaire (858 , 861)
- Roger  (910)
- Paul(939)
- Hubert (955)
- Rainier (Xe siècle)
- Théodoric (Xe siècle)
- Otton (Xe siècle)
- Fausto Anderlini (1001)
- Rodolphe Ier (1016)
- Jean Ier (1072)
- Pierre (1118)
- Drudo (1149)
- Alexandre (1160 - 1189)
- Jean II (1192 - 1203)
- Albert Ier (v. 1213 - ?)
- Ricciardello Belmonti (1225 - ?)
- Albert II (1232 - ?)
- Henri Ier (1237 - ?)
- Gerolamo (1253 - 1253)
- Richelmo (1253 - 1270)
- Rodolphe II (1270 - ?)
- Henri II (1280 - ?)
- Rinaldo (1285 - ?)
- Taddeo ou Théodore II (1302 - ?)
- Peppo Ordelaffi (1303 - 1303)
- Rodolfo Piatesi (1303 - ?)
- Tommaso Bettino Piatese (1318 - ?)
- Jean III (1342 - 1346)
- Aimerico (1349 - 1351) (* Bartolomé de Sanzetto, O.F.M.Conv. (1351 - 1381)
- Paul de San Rufello (1382 - 1384)
- Simone Pagani (1384 - 1391)
- Scarpetta Ordelaffi (1391 - 1401)
  - Giovanni Numai (1401 - 1411) (administrateur apostolique)
- Matteo Fiorilli (1412 - 1413)
- Alberto Buoncristiani, O.S.M. (1413 - 1417)
- Giovanni Strata (1417 - ?)
- Giovanni Capparelli (1425 - 1437) 
  - Guglielmo Bevilacqua, O.S.A. (1433 - 1437) (anti-évêque)
- Luigi Pirano (1437 - 1446)
- Mariano Farinata (1446 - 1449)
- Daniele d'Alunno, C.R.S.A. (1449 - 1463)
- Giacomo Paladini (1463 - 1470)
- Alessandro Numai (1470 - 1485)
- Tommaso Asti (1485 - circa 1512)
- Pietro Griffo (circa 1512 - 1514 ?)
- Bernardo Michelozzi (1516 - 1519)[1]
- Leonardo de Medici (1519 - 1526)
  - Niccolò Ridolfi (1526 - 1528) (administrateur apostolique)
- Bernardino II. de Medici (1528 - 1551)
- Pietro Giovanni Aleotti (1551 - 1563)
- Antonio Giannotti da Montagnana (1563 - 1578)
- Marcantonio del Giglio (1578 - 1580)
- Giovanni Mazza de Canobbi (1580 - 1586)
- Fulvio Teofili (1587 - 1594)
- Alessandro de Franceschi, O.P. (1594 - 1599)
- Corrado Tartarini (1599 - 1603)
- Cesare Bartorelli (1603 - 1635)
- Giacomo Teodolo (1635 - 1665)
- Claudio Ciccolini (1666 - 1688)
- Giovanni Rasponi (1689 - 1714)
- Tommaso Torrelli (1714 - 1760)
- Francesco Piazza (1760 - 1769)
- Nicola Bizzarri (1769 - 1776)
- Giuseppe Vignoli (1776 - 1782)
- Mercuriale Prati (1784 - 1806)
- Andrea Bratti (1807 - 1835)
- Stanislao Vincenzo Tomba, B. (1836 - 1845)
- Gaetano Carletti (1845 - 1849)
- Mariano Falcinelli Antoniacci, O.S.B. (1853 - 1857)
- Pietro Paolo Trucchi, C.M. (1857 - 1887)
- Domenico Svampa (1887 - 1894)
- Raimondo Jaffei (1895 - 1932)
- Giuseppe Rolla (1932 - 1950)
- Paolo Babini (1950 - 1976)
- Giovanni Proni (1976 - 1986)

## Évêques de Forlì-Bertinoro
- Giovanni Proni (1986 - 1988)
- Vincenzo Zarri (1988 - 2005)
- Lino Pizzi (2005-2018)
- Livio Corazza (depuis 2018)